# Edícula Guimard

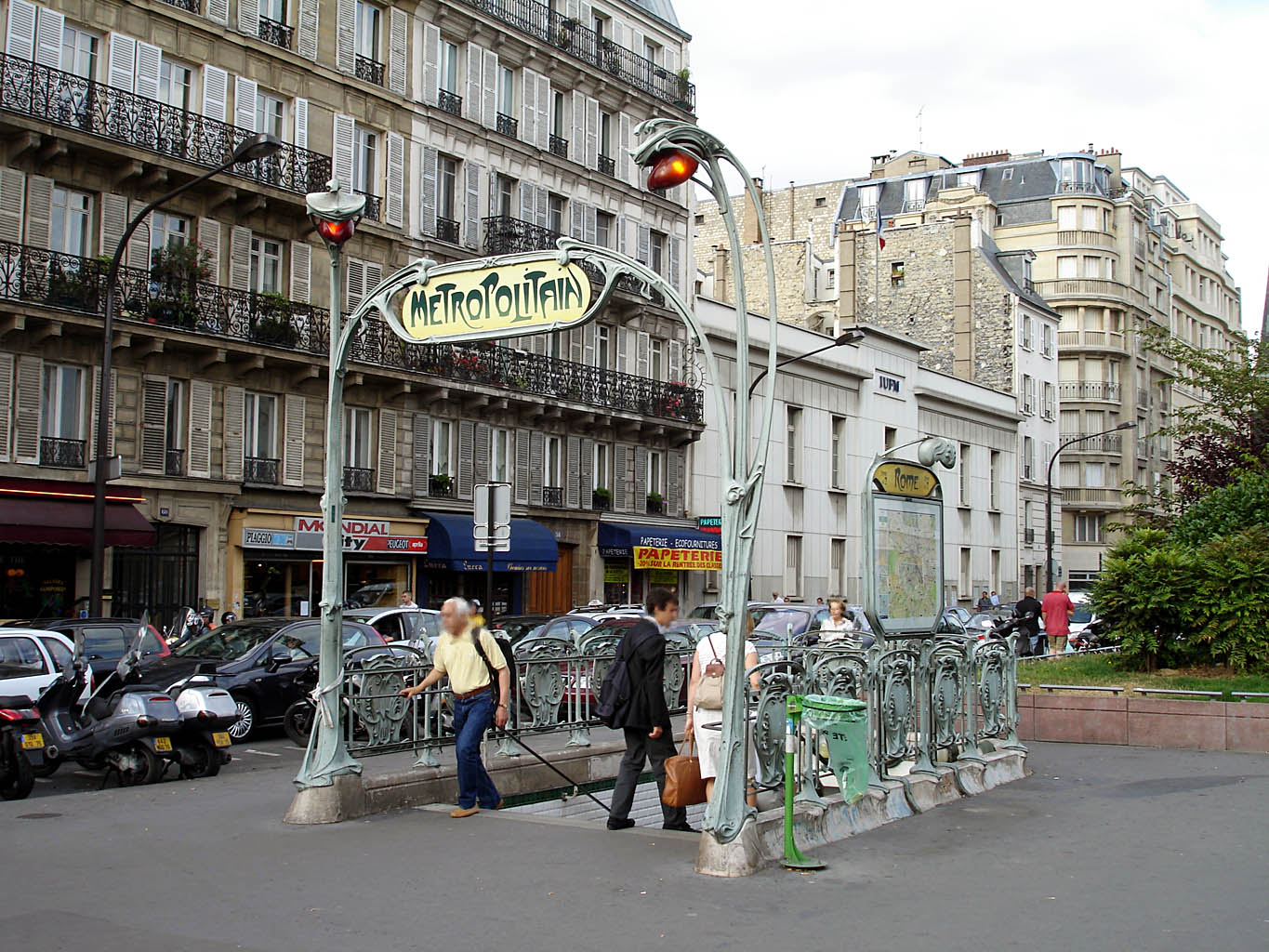
Entourage concebida por Hector Guimard na estação Rome, no boulevard des Batignolles em Paris.

As edículas Guimard são edículas de acesso para as estações do Metrô de Paris, na França. Elas foram concebidas no início do século XX, por Hector Guimard, em um estilo Art nouveau.

## História
Durante a criação das primeiras linhas do metrô, um concurso para a criação de edículas de acesso às estações foi lançado em 1899 pela Companhia de Metrô de Paris (Compagnie du chemin de fer métropolitain de Paris em francês). Estas devem ser de vidro "na altura maior possível, a cerca de um metro acima do solo", e também devem ser "ornados com um friso que pode receber caracteres muito visíveis, iluminados pela transparência durante a noite, com a indicação: Chemin de fer métropolitain". Os diretores da companhia rejeitaram os projetos selecionados no âmbito do concurso de arquiteto, os julgando muito clássicos. Um de Jean Camille Formigé foi, no entanto, aprovado pela companhia, mas rejeitado pela cidade de Paris, da qual ele foi o arquiteto. Ele iria se encarregar, no entanto, da arquitetura das estações elevadas.
Foi o presidente da CMP, Adrien Bénard, que propôs um arquiteto do Art nouveau: Hector Guimard. Apesar de não ter competido, ele desenhou dois tipos diferentes de entradas, de edículas e de simples gabinetes. Compostos de fundição moldada, os elementos são modulares e permitem realizar edículas de diferentes dimensões. Se conta até 167 obras de Guimard em 1913, as últimas sendo instaladas na entrada de Auteuil da linha 10.
Desde 1904, para o acesso às principais estações situadas em frente aos monumentos como a Ópera e a Madeleine, a CMP realizou as entourages mais clássicas em pedra de talha pelo arquiteto Cassien-Bernard. A criação de Guimard, representativa do Art nouveau, passou da moda desde o advento do Art déco na década de 1920, e vários arquitetos foram em seguida contratados para fazer balaustradas de ferro forjado de uma estética mais despojada. Estes novos ambientes portam um mapa da rede, que também foi adicionado nas velhas entourages Guimard.
Cerca de metade das edículas Guimard foram demolidas, até a sua proteção nos anos 1960 e 1970. Existem hoje 86, distribuídas em 66 estações.

## Tipologia

### Grandes edículas

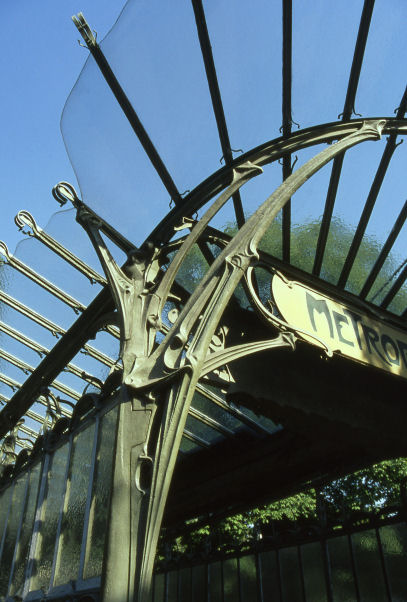
Marquise da estação Porte Dauphine.

Os grandes edifícios de acesso são apenas treze, as entourages simples sendo muito majoritárias. As mais impressionantes foram situadas em Étoile e em Bastille, na forma de uma espécie de "pavilhão chinês" ou "pagode" de grandes dimensões, simbolizando a primeira linha do metrô. Vítimas da corrente modernista então em voga na arquitetura, todas as duas desapareceram, a da Bastille tendo sido destruída em 1962. Das três que ainda restam, apenas a da Porte Dauphine (linha 2) é original. A de Abbesses (linha 12), foi originalmente situada em Hôtel de Ville (rue de Lobau) e foi remontado neste local em 1974. A de Châtelet (place Sainte-Opportune) foi reconstituída em 2000, por ocasião do centenário do metrô. As edículas de vidro mais modestas foram apelidados de "libellules" ("libélulas").
|  |  |

### Entourages

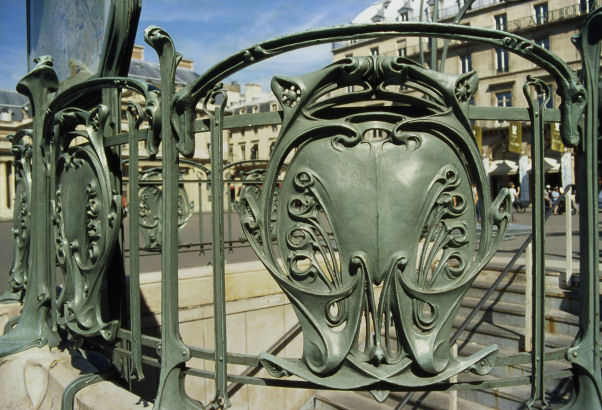
Detalhe do entorno da estação Palais Royal - Musée du Louvre: os motivos florais e os "M" do metrô são visíveis.

Os entourages clássicos fazem largamente utilização do simbólico floral, e fazem aparecer a letra "M" nos cartuchos dos principais acessos.
Em uma placa de lava esmaltada, em uma tipografia de estilo Art nouveau criada por Guimard, a palavra "Métropolitain" é portada por duas longas varas, chamadas "ramos de lírio-do-vale". De uma forma que lembra a lente do físico Augustin Fresnel, os globos luminosos laranjas, chamados "holophanes" (do nome de seu fabricante, a sociedade Holophane em Les Andelys), foram adicionados a partir da década de 1930. O vidro original foi substituído por globos em policarbonato. Apenas o exemplar de Montreal manteve o vidro original, os outros foram perdidos; quando esse fato foi descoberto durante o desenvolvimento do Guimard de Montreal, um dos globos foi restaurado para a RATP e o outro conservado no Museu de Belas Artes de Montreal. No âmbito do programa Renouveau du métro, o designer de iluminação Benoît Lalloz repensa o refletor interior para redirecionar os fluxos luminosos.

## Proteção
A primeira alteração data de 1908, quando a CMP removeu as entourages da estação Franklin D. Roosevelt.
Durante a Primeira Guerra Mundial, na noite de 12 a 13 de abril de 1918, um bombardeio por aviões alemães do tipo Gotha danificou a edícula da estação Saint-Paul, levando à sua demolição em 1922, e a sua substituição por uma entourage em ferro forjado.
Após a demolição de edifícios maiores, vozes se exprimiram para proteger o patrimônio de Guimard.
Em 25 de julho de 1965, um decreto protegeu o acesso a 6 estações ao título dos monumentos históricos: Cité, Porte Dauphine, Hôtel de Ville (movido depois para Abbesses), Pigalle, Ternes e Tuileries. Outras fontes datam o decreto de 27 de julho de 1965, e acrescentam Château d'Eau à lista de estações protegidas.
Em 29 de maio de 1978, um outro decreto inscreveu em massa todos os acessos Guimard restantes, apenas um acesso para a linha 6 da estação Nation sendo omitido. São assim protegidas 87 entourages incluindo 3 edículas.
| Estação                        | Arrondissement | Endereço                                                                              | Referência           | Coordenadas                 | Foto |
| ------------------------------ | -------------- | ------------------------------------------------------------------------------------- | -------------------- | --------------------------- | ---- |
| Châtelet                       | 1er            | Rue de Rivoli Rue des Lavandières-Sainte-Opportune                                    | Notice no PA00085986 | 48° 51′ 33″ N, 2° 20′ 46″ L |      |
| Étienne Marcel                 | 1er            | 14, rue de Turbigo                                                                    | Notice no PA00085987 | 48° 51′ 49″ N, 2° 20′ 56″ L |      |
| Louvre - Rivoli                | 1er            | Rue de l'Amiral-de-Coligny Rue de Rivoli                                              | Notice no PA00085988 | 48° 51′ 38″ N, 2° 20′ 27″ L |      |
| Palais Royal - Musée du Louvre | 1er            | Place du Palais-Royal                                                                 | Notice no PA00085989 | 48° 51′ 45″ N, 2° 20′ 12″ L |      |
| Palais Royal - Musée du Louvre | 1er            | Place du Palais-Royal                                                                 | Notice no PA00085989 | 48° 51′ 46″ N, 2° 20′ 11″ L |      |
| Palais Royal - Musée du Louvre | 1er            | Rue de Rivoli                                                                         | Notice no PA00085989 | 48° 51′ 45″ N, 2° 20′ 08″ L |      |
| Tuileries                      | 1er            | Rue de Rivoli                                                                         | Notice no PA00085990 | 48° 51′ 51″ N, 2° 19′ 48″ L |      |
| Tuileries                      | 1er            | Rue de Rivoli                                                                         | Notice no PA00085990 | 48° 51′ 51″ N, 2° 19′ 49″ L |      |
| Quatre-Septembre               | 2e             | Rue du Quatre-Septembre Rue de Choiseul                                               | Notice no PA00086085 | 48° 52′ 10″ N, 2° 20′ 12″ L |      |
| Réaumur - Sébastopol           | 2e             | 63, 65, rue Réaumur                                                                   | Notice no PA00086086 | 48° 52′ 00″ N, 2° 21′ 02″ L |      |
| Réaumur - Sébastopol           | 2e             | 63, 65, rue Réaumur                                                                   | Notice no PA00086086 | 48° 52′ 00″ N, 2° 21′ 02″ L |      |
| Réaumur - Sébastopol           | 2e             | 28, rue de Palestro                                                                   | Notice no PA00086086 | 48° 51′ 59″ N, 2° 21′ 08″ L |      |
| Réaumur - Sébastopol           | 2e             | 28, rue de Palestro                                                                   | Notice no PA00086086 | 48° 52′ 00″ N, 2° 21′ 08″ L |      |
| Sentier                        | 2e             | 87, rue Réaumur                                                                       | Notice no PA00086087 | 48° 52′ 00″ N, 2° 21′ 02″ L |      |
| Temple                         | 3e             | Rue du Temple Rue de Turbigo                                                          | Notice no PA00086229 | 48° 52′ 00″ N, 2° 21′ 42″ L |      |
| Cité                           | 4e             | Place Louis-Lépine                                                                    | Notice no PA00086471 | 48° 51′ 20″ N, 2° 20′ 51″ L |      |
| Cité                           | 4e             | Place Louis-Lépine                                                                    | Notice no PA00086471 | 48° 51′ 19″ N, 2° 20′ 50″ L |      |
| Saint-Michel                   | 5e             | Boulevard Saint-Michel (entre quai Saint-Michel et rue de la Huchette)                | Notice no PA00088479 | 48° 51′ 13″ N, 2° 20′ 40″ L |      |
| Saint-Michel                   | 5e             | Boulevard Saint-Michel (entre rue de la Huchette et rue Saint-Séverin)                | Notice no PA00088479 | 48° 51′ 12″ N, 2° 20′ 39″ L |      |
| Saint-Michel                   | 6e             | Place Saint-André-des-Arts                                                            | Notice no PA00088648 | 48° 51′ 11″ N, 2° 20′ 35″ L |      |
| Europe                         | 8e             | Rue de Madrid                                                                         | Notice no PA00088871 | 48° 52′ 44″ N, 2° 19′ 22″ L |      |
| Saint-Lazare                   | 8e             | Rue de Rome Rue de l'Arcade                                                           | Notice no PA00088872 | 48° 52′ 29″ N, 2° 19′ 29″ L |      |
| Cadet                          | 9e             | 65, rue La Fayette 17, rue Cadet                                                      | Notice no PA00088991 | 48° 52′ 34″ N, 2° 20′ 39″ L |      |
| Opéra                          | 9e             | Rue Auber Rue Scribe                                                                  | Notice no PA00088992 | 48° 52′ 18″ N, 2° 19′ 50″ L |      |
| Château d'Eau                  | 10e            | 49-51, boulevard de Strasbourg                                                        | Notice no PA00086508 | 48° 52′ 21″ N, 2° 21′ 21″ L |      |
| Château d'Eau                  | 10e            | 49-51, boulevard de Strasbourg                                                        | Notice no PA00086508 | 48° 52′ 21″ N, 2° 21′ 21″ L |      |
| Colonel Fabien                 | 10e            | Place du Colonel-Fabien                                                               | Notice no PA00086509 | 48° 52′ 39″ N, 2° 22′ 15″ L |      |
| Gare du Nord                   | 10e            | 9, boulevard de Denain                                                                | Notice no PA00086510 | 48° 52′ 47″ N, 2° 21′ 16″ L |      |
| Gare du Nord                   | 10e            | 2, boulevard de Denain 129, Rue La Fayette                                            | Notice no PA00086510 | 48° 52′ 43″ N, 2° 21′ 15″ L |      |
| Gare du Nord                   | 10e            | 12, boulevard de Denain                                                               | Notice no PA00086510 | 48° 52′ 47″ N, 2° 21′ 17″ L |      |
| Louis Blanc                    | 10e            | 221, rue La Fayette 223, rue du Faubourg-Saint-Martin                                 | Notice no PA00086511 | 48° 52′ 53″ N, 2° 21′ 55″ L |      |
| République                     | 10e            | Place de la République au débouché du boulevard de Magenta                            | Notice no PA00086550 | 48° 52′ 06″ N, 2° 21′ 47″ L |      |
| Bréguet - Sabin                | 11e            | 23, boulevard Richard-Lenoir                                                          | Notice no PA00086545 | 48° 51′ 24″ N, 2° 22′ 14″ L |      |
| Bréguet - Sabin                | 11e            | 9, boulevard Richard-Lenoir                                                           | Notice no PA00086545 | 48° 51′ 20″ N, 2° 22′ 12″ L |      |
| Couronnes                      | 11e            | Boulevard de Belleville                                                               | Notice no PA00086546 | 48° 52′ 09″ N, 2° 22′ 49″ L |      |
| Ménilmontant                   | 11e            | Boulevard de Ménilmontant                                                             | Notice no PA00086547 | 48° 52′ 00″ N, 2° 23′ 00″ L |      |
| Parmentier                     | 11e            | 88 bis, avenue Parmentier                                                             | Notice no PA00086548 | 48° 51′ 56″ N, 2° 22′ 28″ L |      |
| Père Lachaise                  | 11e            | Boulevard de Ménilmontant                                                             | Notice no PA00086549 | 48° 51′ 46″ N, 2° 23′ 15″ L |      |
| Père Lachaise                  | 11e            | 103, avenue de la République                                                          | Notice no PA00086549 | 48° 51′ 48″ N, 2° 23′ 09″ L |      |
| Richard-Lenoir                 | 11e            | 65, boulevard Richard-Lenoir                                                          | Notice no PA00086551 | 48° 51′ 52″ N, 2° 22′ 43″ L |      |
| Rue Saint-Maur                 | 11e            | 74, avenue de la République                                                           | Notice no PA00086552 | 48° 51′ 52″ N, 2° 22′ 43″ L |      |
| Bastille                       | 12e            | Rue de Lyon, transféré boulevard Beaumarchais                                         | Notice no PA00086576 | 48° 51′ 11″ N, 2° 22′ 09″ L |      |
| Daumesnil                      | 12e            | Place Félix-Éboué, terre-plein central                                                | Notice no PA00086577 | 48° 50′ 23″ N, 2° 23′ 45″ L |      |
| Gare de Lyon                   | 12e            | Boulevard Diderot, côté cour SNCF                                                     | Notice no PA00086578 | 48° 50′ 44″ N, 2° 22′ 22″ L |      |
| Nation                         | 12e            | Place de la Nation, côté boulevard Diderot                                            | Notice no PA00086579 | 48° 50′ 53″ N, 2° 23′ 42″ L |      |
| Nation                         | 12e            | Place de la Nation, côté avenue Dorian                                                | Notice no PA00086580 | 48° 50′ 52″ N, 2° 23′ 43″ L |      |
| Picpus                         | 12e            | Avenue de Saint-Mandé                                                                 | Notice no PA00086581 | 48° 50′ 43″ N, 2° 24′ 02″ L |      |
| Campo-Formio                   | 13e            | Boulevard de l'Hôpital                                                                | Notice no PA00086599 | 48° 50′ 08″ N, 2° 21′ 30″ L |      |
| Place d'Italie                 | 13e            | Place d'Italie                                                                        | Notice no PA00086600 | 48° 49′ 51″ N, 2° 21′ 19″ L |      |
| Place d'Italie                 | 13e            | Place d'Italie                                                                        | Notice no PA00086600 | 48° 49′ 51″ N, 2° 21′ 17″ L |      |
| Saint-Marcel                   | 13e            | Boulevard de l'Hôpital                                                                | Notice no PA00086601 | 48° 50′ 18″ N, 2° 21′ 39″ L |      |
| Denfert-Rochereau              | 14e            | Place Denfert-Rochereau                                                               | Notice no PA00086630 | 48° 50′ 03″ N, 2° 19′ 55″ L |      |
| Mouton-Duvernet                | 14e            | Avenue du Général-Leclerc                                                             | Notice no PA00086631 | 48° 49′ 54″ N, 2° 19′ 48″ L |      |
| Mouton-Duvernet                | 14e            | Avenue du Général-Leclerc                                                             | Notice no PA00086631 | 48° 49′ 52″ N, 2° 19′ 46″ L |      |
| Raspail                        | 14e            | Boulevard Raspail Boulevard Edgar-Quinet                                              | Notice no PA00086632 | 48° 50′ 20″ N, 2° 19′ 50″ L |      |
| Pasteur                        | 15e            | Boulevard Pasteur                                                                     | Notice no PA00086657 | 48° 50′ 34″ N, 2° 18′ 46″ L |      |
| Boissière                      | 16e            | Avenue Kléber                                                                         | Notice no PA00086695 | 48° 52′ 01″ N, 2° 17′ 25″ L |      |
| Chardon-Lagache                | 16e            | Rue Molitor Rue Chardon-Lagache                                                       | Notice no PA00086696 | 48° 50′ 42″ N, 2° 15′ 59″ L |      |
| Église d'Auteuil               | 16e            | Rue d'Auteuil Rue Chardon-Lagache                                                     | Notice no PA00086698 | 48° 50′ 51″ N, 2° 16′ 07″ L |      |
| Kléber                         | 16e            | Avenue Kléber                                                                         | Notice no PA00086699 | 48° 52′ 18″ N, 2° 17′ 36″ L |      |
| Kléber                         | 16e            | Avenue Kléber                                                                         | Notice no PA00086699 | 48° 52′ 18″ N, 2° 17′ 37″ L |      |
| Mirabeau                       | 16e            | Rue Mirabeau                                                                          | Notice no PA00086700 | 48° 50′ 51″ N, 2° 16′ 24″ L |      |
| Porte d'Auteuil                | 16e            | Boulevard de Montmorency                                                              | Notice no PA00086701 | 48° 50′ 53″ N, 2° 15′ 36″ L |      |
| Porte Dauphine                 | 16e            | Avenue Foch                                                                           | Notice no PA00086697 | 48° 52′ 20″ N, 2° 16′ 37″ L |      |
| Porte Dauphine                 | 16e            | Avenue Bugeaud                                                                        | Notice no PA00086697 | 48° 52′ 17″ N, 2° 16′ 36″ L |      |
| Victor Hugo                    | 16e            | Place Victor-Hugo Avenue Victor-Hugo Rue Léonard-de-Vinci                             | Notice no PA00086702 | 48° 52′ 12″ N, 2° 17′ 08″ L |      |
| Monceau                        | 17e            | Boulevard de Courcelles                                                               | Notice no PA00086724 | 48° 52′ 49″ N, 2° 18′ 37″ L |      |
| Rome                           | 17e            | Boulevard des Batignolles                                                             | Notice no PA00086725 | 48° 52′ 57″ N, 2° 19′ 19″ L |      |
| Ternes                         | 17e            | Place des Ternes                                                                      | Notice no PA00086726 | 48° 52′ 41″ N, 2° 17′ 55″ L |      |
| Villiers                       | 17e            | Boulevard de Courcelles                                                               | Notice no PA00086727 | 48° 52′ 52″ N, 2° 18′ 54″ L |      |
| Wagram                         | 17e            | Rue Brémontier Avenue de Villiers                                                     | Notice no PA00086728 | 48° 53′ 03″ N, 2° 18′ 13″ L |      |
| Abbesses                       | 18e            | Place des Abbesses                                                                    | Notice no PA00086748 | 48° 53′ 04″ N, 2° 20′ 20″ L |      |
| Anvers                         | 18e            | 70, boulevard de Rochechouart                                                         | Notice no PA00086749 | 48° 52′ 58″ N, 2° 20′ 38″ L |      |
| Barbès - Rochechouart          | 18e            | Boulevard de Rochechouart Transféré à la station Bolivar en 1987                      | Notice no PA00086750 | 48° 53′ 02″ N, 2° 20′ 58″ L |      |
| Blanche                        | 18e            | Boulevard de Clichy                                                                   | Notice no PA00086751 | 48° 53′ 01″ N, 2° 19′ 58″ L |      |
| Pigalle                        | 18e            | 16, boulevard de Clichy                                                               | Notice no PA00086752 | 48° 52′ 56″ N, 2° 20′ 17″ L |      |
| Place de Clichy                | 18e            | 130, boulevard de Clichy                                                              | Notice no PA00086753 | 48° 53′ 03″ N, 2° 19′ 45″ L |      |
| Place de Clichy                | 18e            | Place de Clichy                                                                       | Notice no PA00086753 | 48° 53′ 01″ N, 2° 19′ 40″ L |      |
| Bolivar                        | 19e            | Avenue Simon-Bolivar Anciennement à la station Barbès-Rochechouart, transféré en 1987 | Notice no PA00086750 | 48° 52′ 50″ N, 2° 22′ 30″ L |      |
| Botzaris                       | 19e            | Rue Botzaris                                                                          | Notice no PA00086768 | 48° 52′ 47″ N, 2° 23′ 21″ L |      |
| Crimée                         | 19e            | 185, rue de Crimée 2, rue Mathis                                                      | Notice no PA00086769 | 48° 53′ 29″ N, 2° 22′ 39″ L |      |
| Jaurès                         | 19e            | 184, boulevard de la Villette                                                         | Notice no PA00086770 | 48° 52′ 54″ N, 2° 22′ 13″ L |      |
| Pré-Saint-Gervais              | 19e            | Boulevard Sérurier Rue Alphonse-Aulard                                                | Notice no PA00086771 | 48° 52′ 48″ N, 2° 23′ 56″ L |      |
| Alexandre Dumas                | 20e            | Boulevard de Charonne                                                                 | Notice no PA00086784 | 48° 51′ 21″ N, 2° 23′ 41″ L |      |
| Avron                          | 20e            | Boulevard de Charonne                                                                 | Notice no PA00086785 | 48° 51′ 07″ N, 2° 23′ 52″ L |      |
| Gambetta                       | 20e            | Place Martin-Nadaud                                                                   | Notice no PA00086786 | 48° 51′ 54″ N, 2° 23′ 54″ L |      |
| Philippe Auguste               | 20e            | Boulevard de Charonne                                                                 | Notice no PA00086787 | 48° 51′ 29″ N, 2° 23′ 27″ L |      |

## Outras edículas

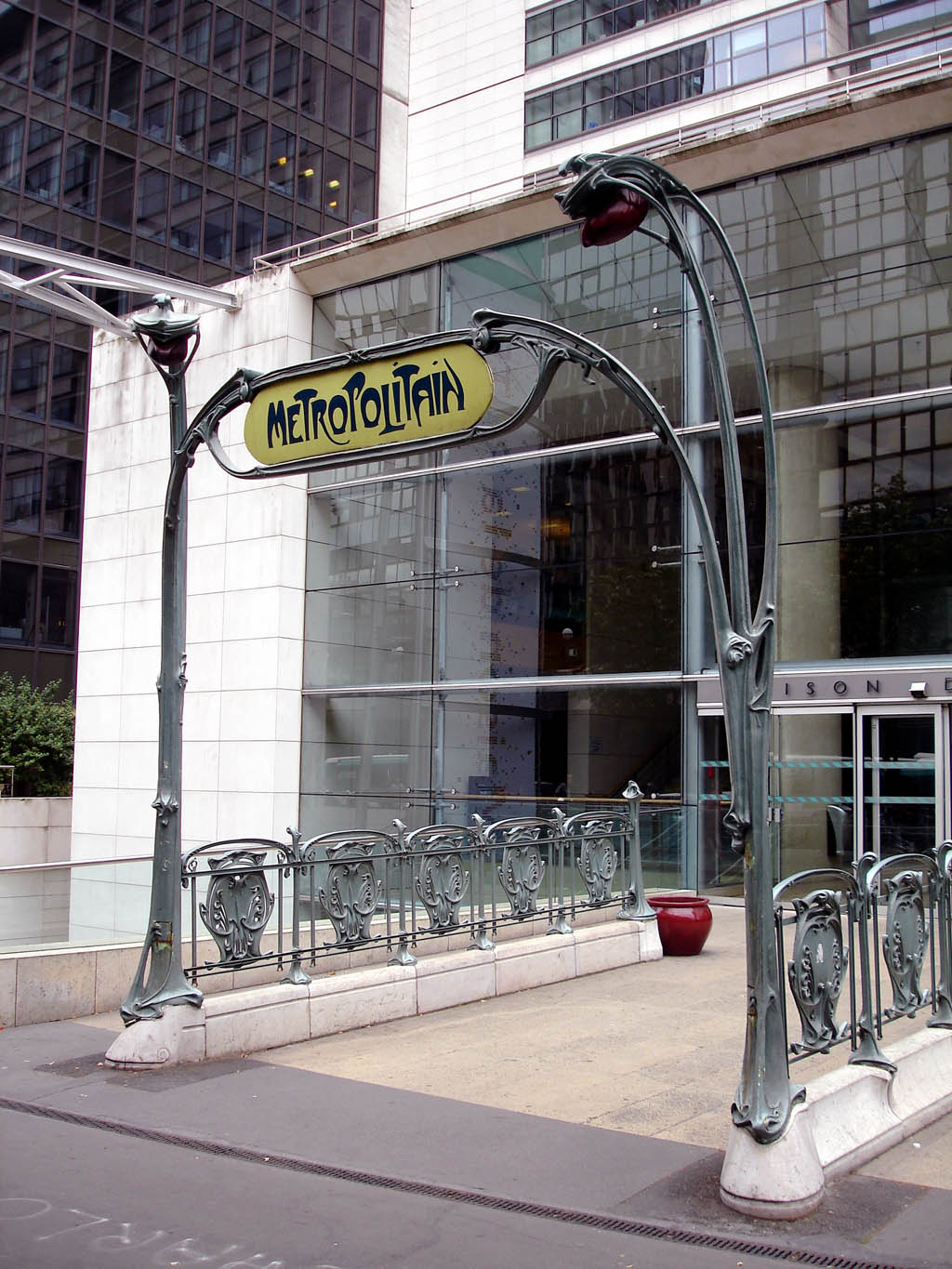
Edícula Guimard em frente à Maison de la RATP, em Paris

Em Paris, além daquelas protegidas que servem de acesso a uma estação, outra edícula Guimard marca a entrada da Maison de la RATP, sede da empresa junto à Gare de Lyon.
Além disso, reproduções de algumas edículas, características do metrô parisiense, têm sido oferecidas para outras cidades.
- Chicago: edícula oferecida em 2001 e instalada na estação Van Buren Street do Metra. A RATP recebeu em troca em 2008 a obra Night and Day de Judy Ledgerwood, que ela instalou na estação Bir-Hakeim.
- Lisboa: edícula oferecida em 1995 e instalada na estação Picoas do metro. A RATP recebeu em troca Azulejo géométrique de Manuel Cargaleiro, instalado na estação Champs-Élysées - Clemenceau.
- Cidade do México: edícula oferecida em 1998 e instalado na estação Bellas Artes do metrô. A RATP recebeu em troca a obra La Pensée et l'Âme huicholes de Santos de la Torre Santiago, que ela instalou na estação Palais Royal - Musée du Louvre.
- Montreal: a antigo edícula da estação Étoile foi oferecida ao Metrô de Montreal em 1967, após a sua desmontagem em Paris; é instalada em Square-Victoria–OACI, uma estação da linha laranja. Ela é a única edícula Guimard original instalada em outra cidade, todos os outros sendo cópias. A RATP recebeu em troca a obra La Voix lactée de Geneviève Cadieux, instalada na estação Saint-Lazare.
- Moscou: abrigo oferecido em 2007 e instalado na estação de Kievskaia do metrô. A RATP recebe em troca o trabalho Ryaba la Poule de Ivan Lubennikov, ele instala na estação Madeleine.
- Washington: edícula exposta no jardim de esculturas da Galeria Nacional de Arte. Ela é uma das edículas que não servem de acesso a uma estação de metrô, a outra sendo aquela em frente à Maison de la RATP em Paris.
- Las Vegas: além de ser reproduções em escala 1, o casino Paris Las Vegas possui vários em sua decoração interior.

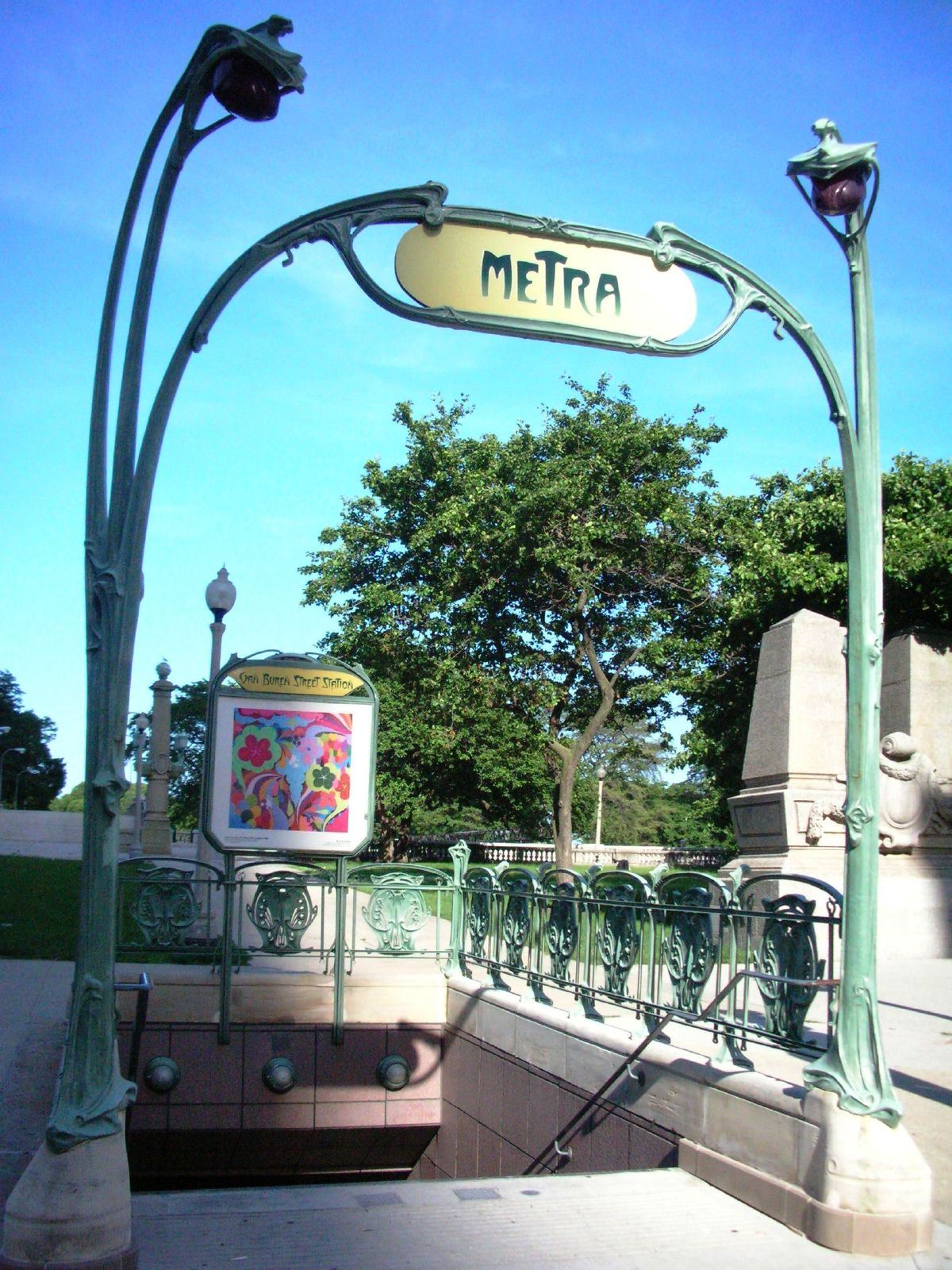
Van Buren Street, Chicago (Estados Unidos).
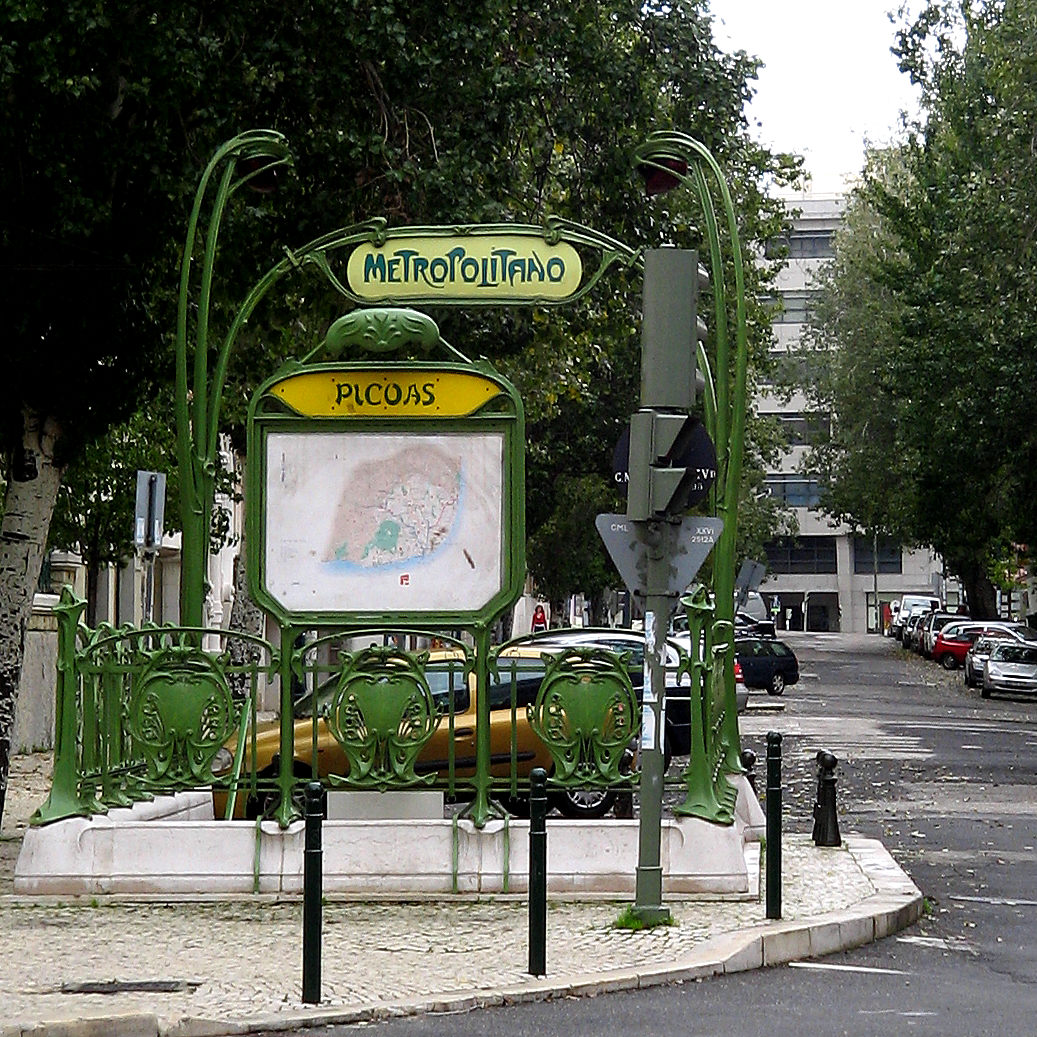
Picoas, Lisboa (Portugal).
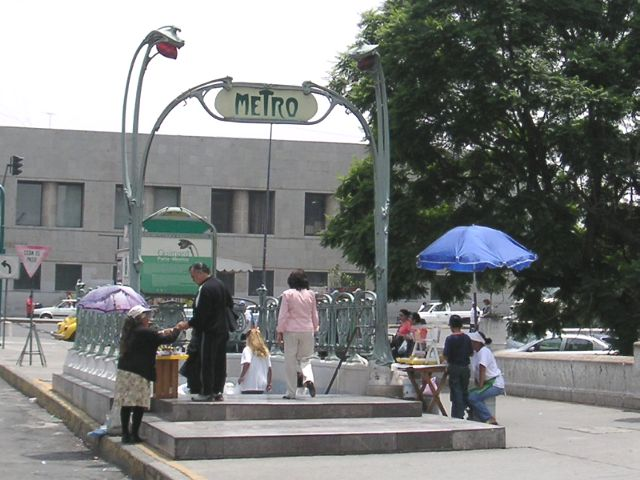
Bellas Artes, Cidade Do México (México).
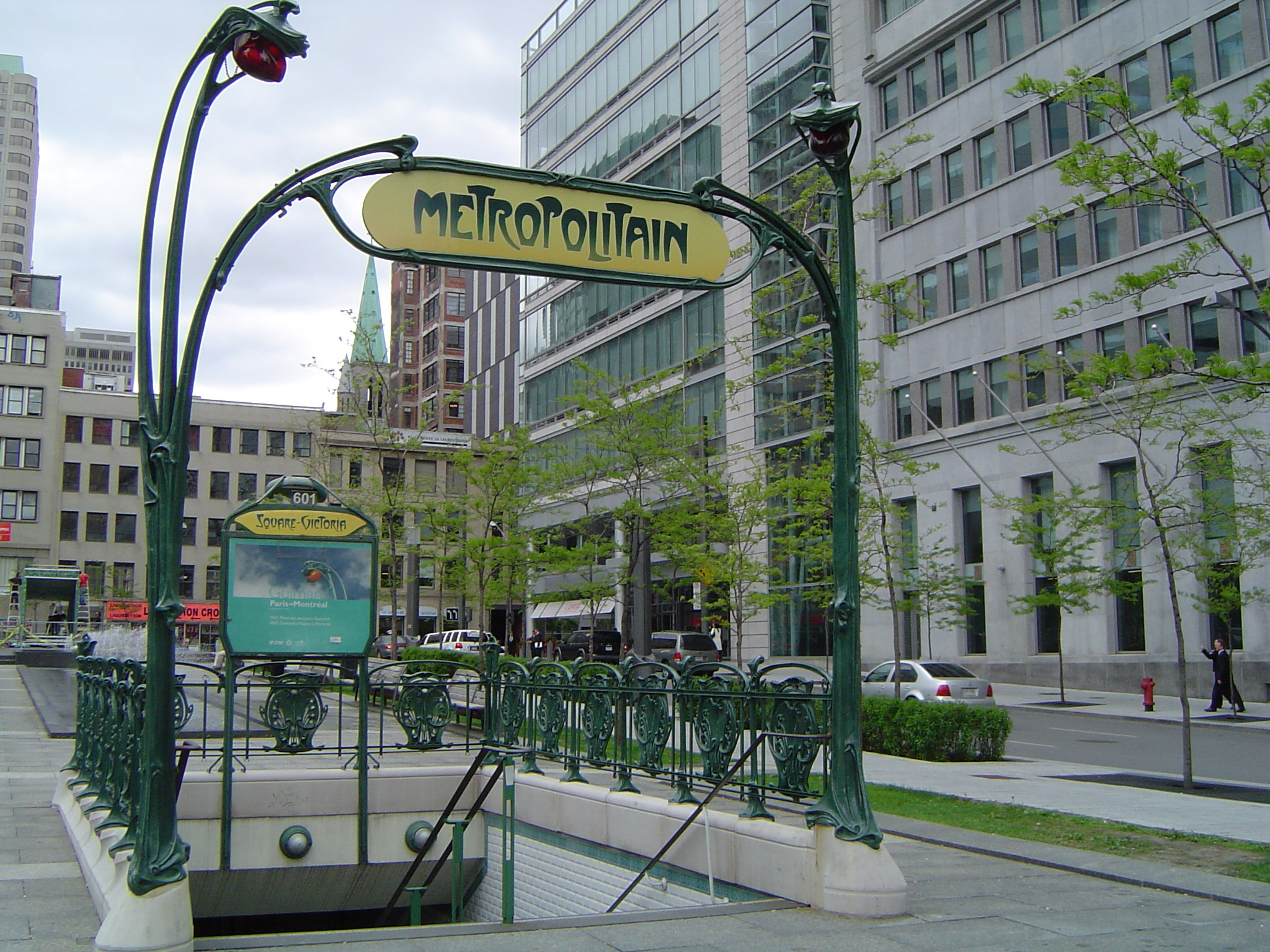
Square-Victoria–OACI, em Montreal (Quebec, Canadá).
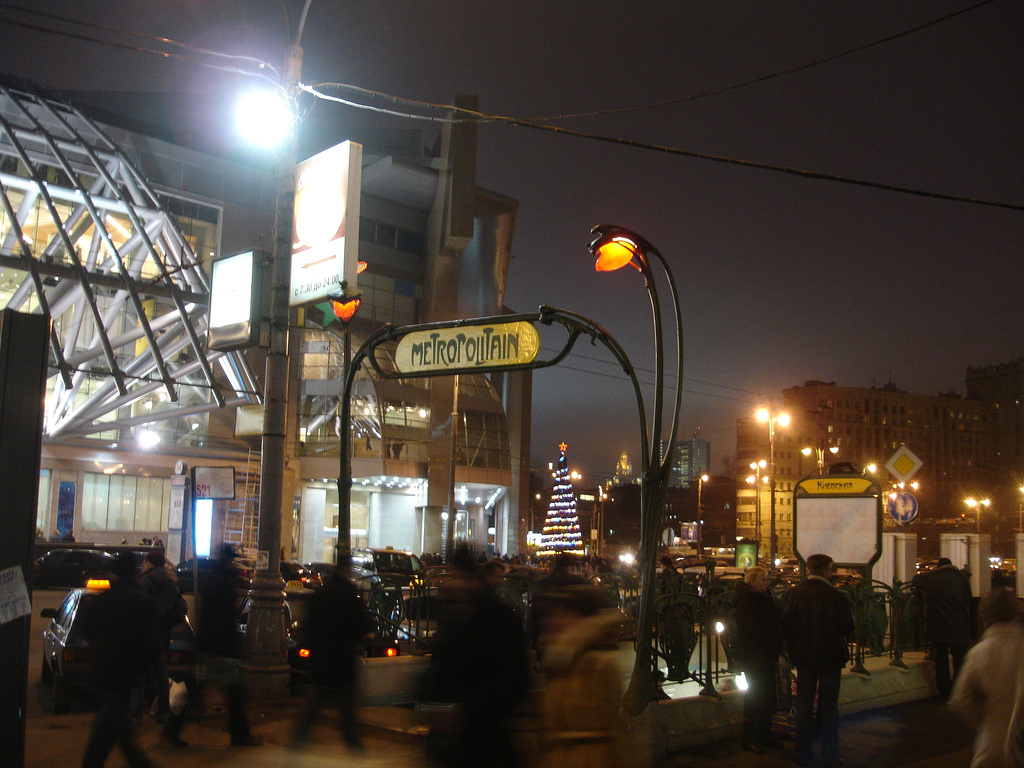
Kievskaia, Moscou (Rússia).
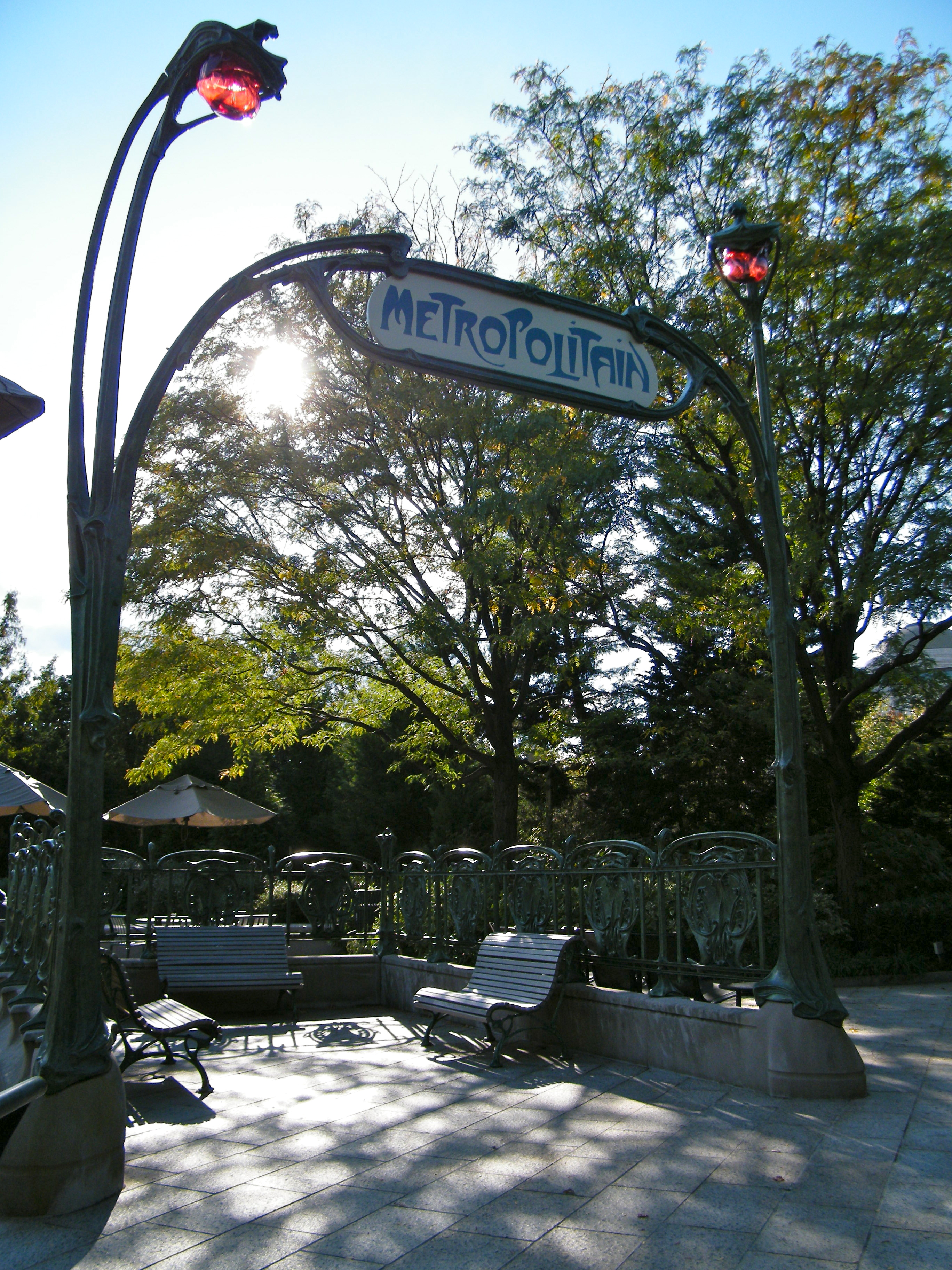
Jardim de esculturas da Galeria Nacional de Arte, Washington (Estados Unidos).